# Українсько-Американська Асоціація Університетських Професорів
Українсько-Американська Асоціація Університетських Професорів, заснована 1961 у Клівленді (США) з метою професорської взаємодопомоги та популяризації української справи серед академічних кіл.
Об'єднувала в час заснування 45, а в 1980 році — близько 300 українських професорів університетів і коледжів у США і Канаді.
Головами були: М. Мельник, М. Пап, П. Стерчо, Ю. Фединський, М. Степаненко, І. Каменецький, А. Гумецька.
1971 засновано при У.-А. А. У. П. Наук. фонд (гол. М. Мельник), який сприяє виданню наукових праць своїх членів. Організація була членом Конференції центрального українського академічного професорського товариств Америки. З 1971 видає неперіодичні «Професорські вісті» (до 1981 — 25 чисел).